# Alsórécsény
Alsórécsény (szlovákul: Dolné Rišňovce, németül: Unter-Ritschen)  Récsény településrésze, korábban önálló falu Szlovákiában, a Nyitrai kerületben, a Nyitrai járásban.

## Fekvése
Nyitrától 16 km-re északnyugatra fekszik.

## Története
A régészeti leletek tanúsága szerint területén már az újkőkor óta éltek emberek. Megtalálták itt a bronzkor, a vaskor és római kor emberének használati tárgyait is. Récsény falu a 12–13. században keletkezett, első írásos említése 1272-ből származik Rechen néven. Récsény, a későbbi Alsórécsény templomát 1332-ben a pápai tizedjegyzék is említi. A 14. század elején Csák Máté birtoka, majd ennek halála után helyi nemeseké. Alsó- és Felsőrécsény 1372-ben egy birtokvita során már különálló falvak, Alsórécsény Elecskei András és Péter birtoka. A 14. században a Katona család is megjelenik a község birtokosai között, akik a husziták elleni harcokban tett szolgálataikért kaptak itt Zsigmond királytól birtokot. 1452-ben a két Récsénynek együttesen mintegy 150 lakosa volt. A 16. században Alsórécsényben a Losonczi és Országh családok a birtokosok. 1532-ben nemesi község 8 adózó portával. Ebben az időszakban többször török rajtaütés áldozata volt, 1576-ban a szomszédos Felsőrécsényt fel is égette a török. 1599-ben a község sikerrel vert vissza egy török támadást, ekkor a faluban már egy reneszánsz kastély is állt, melyet csak a 20. században bontottak le. 1601-ben Bocskai hadai dúlták  fel. 1663-tól a török megszállta a Felvidéknek ezt a részét, mely az 1680-as évekig a Nyitrai náhije része volt. A török kiűzése után lassú fejlődésnek indult, 1715-ben Alsórécsényben 16 háztartás volt. 1787-ben 56 házában 363 lakos élt. 1828-ban 36 háza és 263 lakosa lakosa volt.
Fényes Elek szerint „Récsény, (Alsó és Felső) (Risznovcze), két egymás mellett lévő tót falu, Nyitra vmegyében, a Nyitrától Galgóczba vivő országútban. Az elsőnek van 490 kath., 35 zsidó lak., kath. paroch. temploma; a másodiknak 345 kath., 37 zsidó lak., synagógája. Van erdeje, szőlőhegye; földe középszerü. F. u. többen. Ut. p. Nyitra.”
A trianoni békeszerződésig Nyitra vármegye Galgóci járásához tartozott.

## Népessége
1910-ben 659, többségben szlovák lakosa volt, jelentős magyar kisebbséggel.
2001-ben Récsény 1912 lakosából 1900 szlovák volt.

## Nevezetességei
- Szent Miklós tiszteletére szentelt római katolikus temploma a 14. század elején épült gótikus stílusban, 1332-ben már állt. 1775-ben későbarokk stílusban építették át és a Szentháromság tiszteletére szentelték fel.